# Tán xạ Rayleigh
Tán xạ Rayleigh (/ˈreɪli/ RAY-lee), được đặt theo tên một nhà vật lý người Anh - Lord Rayleigh (John William Strutt), là một loại tán xạ đàn hồi của ánh sáng hoặc sóng điện từ bởi các hạt hay các vùng không đồng nhất trong môi trường có kích thước rất nhỏ hơn so với bước sóng của ánh sáng.

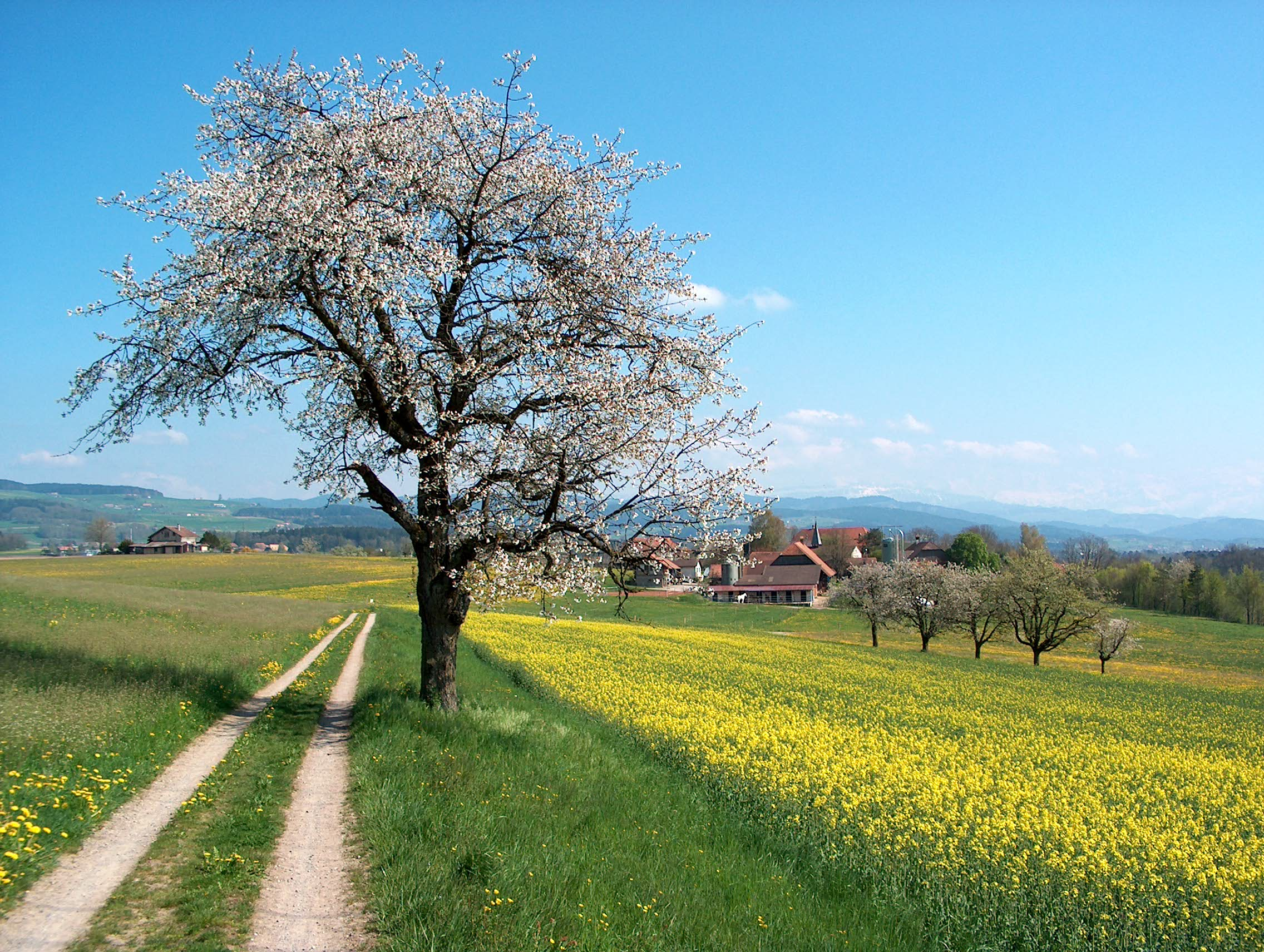
Bầu trời trên Trái Đất có màu xanh da trời là do tán xạ Rayleigh của khí quyển Trái Đất.

Kiểu tán xạ này làm lệch hướng mạnh các tia sáng có bước sóng ngắn nhất.
Tán xạ Rayleigh hay được quan sát khi ánh sáng đi qua các chất rắn, lỏng hay khí trong suốt. Ánh sáng trắng từ Mặt Trời đi vào khí quyển của Trái Đất bị cũng tán xạ kiểu Rayleigh, tạo nên bầu trời màu xanh da trời.
Tán xạ Rayleigh có thể coi như một trường hợp đặc biệt của tán xạ Mie, khi lấy giới hạn hệ số kích thước tiến dần đến 0 và hơn nữa.

## Công thức
Hệ số tán xạ, ks, trong tán xạ Rayleigh là:
{\displaystyle k_{s}={\frac {2\pi ^{5}}{3}}n\left({\frac {m^{2}-1}{m^{2}+2}}\right)^{2}{\frac {d^{6}}{\lambda ^{4}}}}
Ở đây, n là mật độ hạt (số hạt trong một đơn vị thể tích); m là chiết suất của các hạt; d là kích thước trung bình của các hạt; λ là bước sóng của ánh sáng.
Hàm tán xạ, P(θ) với θ là góc tán xạ, của tán xạ Rayleigh, khi không quan tâm đến sự phân cực, là:
{\displaystyle P(\theta )={\frac {3}{4}}(cos(\theta )^{2}+1)}
Các công thức trên áp dụng khá chính xác khi hệ số kích thước, x = d / λ;, (tỷ lệ giữa kích thước của các hạt trong môi trường truyền ánh sáng với bước sóng của ánh sáng) nhỏ (x<1/10).

## Bầu trời trên Trái Đất

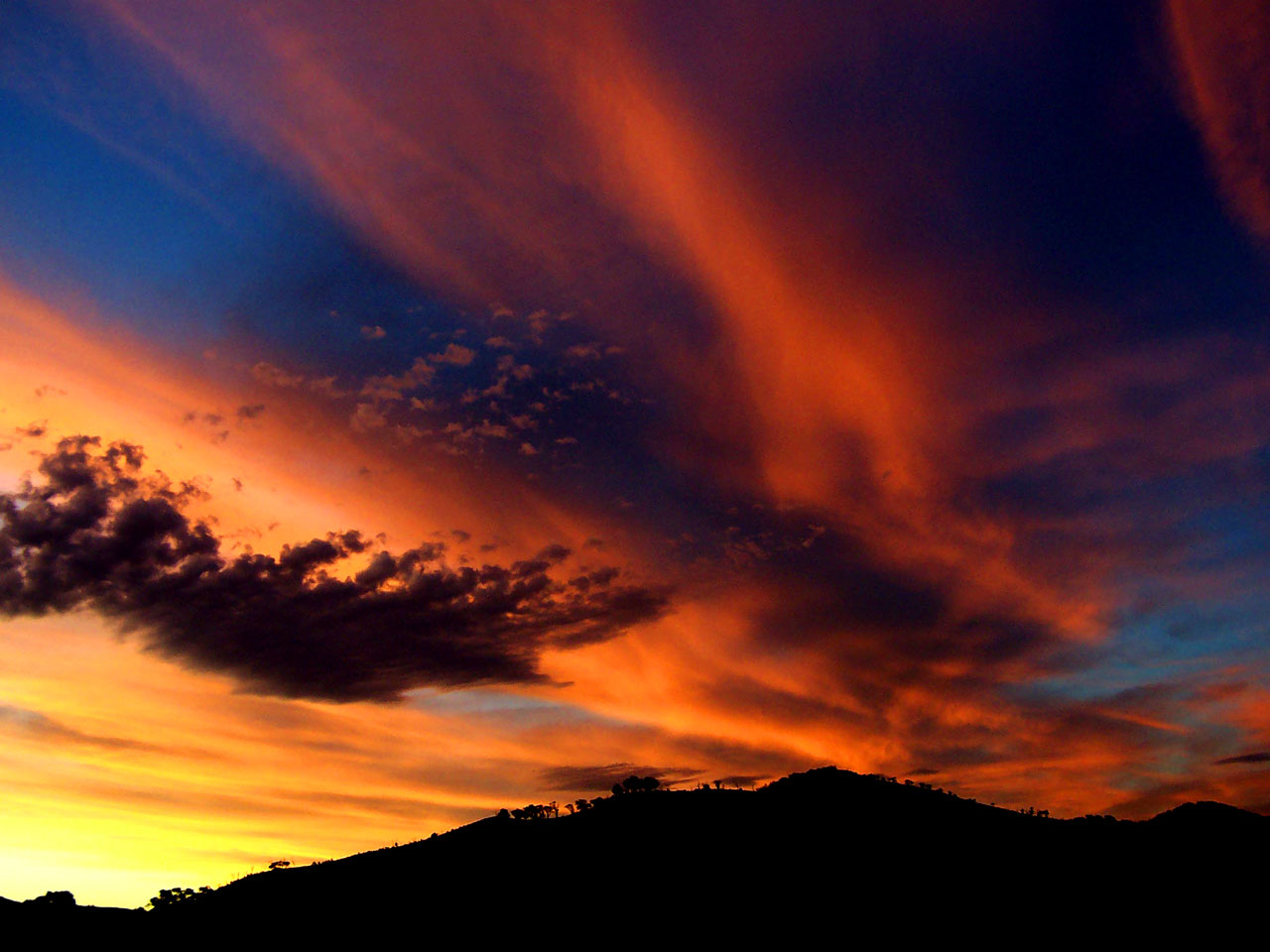
Tán xạ Rayleigh khi hoàng hôn, có sự tham gia của các đám mây phản chiếu lại ánh sáng đi theo đường gần chân trời, tạo nên màu đỏ rực rỡ.

Các phân tử oxy và N2 trong bầu khí quyển Trái Đất có kích thước vào cỡ nanômét, trong khi bước sóng ánh sáng vào cỡ 100 đến 1000 nanômét. Bản thân các phân tử này tán xạ rất yếu ánh sáng, do kích thước quá nhỏ, nhưng chúng lại luôn chuyển động nhiệt hỗn loạn tạo nên các vùng khí quyển không đồng nhất vi mô, có kích thước vào cỡ 10 nanômét. Do vậy các công thức Rayleigh áp dụng được cho tán xạ trên bầu trời Trái Đất. Xem thêm tham khảo.
Áp dụng các công thức trên, có thể mô phỏng lại giống như quan sát thực tế một bầu trời xanh da trời, khi Mặt Trời lên cao. Lý do là các ánh sáng xanh da trời có bước sóng ngắn, và theo công thức trên, với hệ số tán xạ cao, dễ dàng bị đổi hướng để đến mắt người quan sát, hơn ánh sáng đỏ.
Tuy nhiên khi Mặt Trời ở gần đường chân trời, vẫn là tán xạ này, lại đem lại sắc đỏ cho bầu trời, đặc biệt là gần phía Mặt Trời. Đó là do những ánh sáng đến được mắt người quan sát lúc này đi theo đường xuyên ngang qua lớp khí quyển dày. Ánh sáng đỏ ít bị tán xạ được truyền thẳng đến mắt nhiều hơn. Ánh sáng xanh da trời bị tán xạ mất nhiều, khi qua lớp khí quyển dày theo đường gần chân trời. Sau khi Mặt Trời đã khuất sau đường chân trời, chúng ta không thấy trực tiếp ánh sáng của Mặt Trời; nhưng nếu có các đám mây trên cao, chúng sẽ phản xạ lại ánh sáng đỏ xuống mặt đất, tạo nên cảnh tượng hùng vĩ của hoàng hôn và bình minh.

## Chứng minh
Có nhiều phương pháp lý luận dựa trên các định luật vật lý để tìm ra các công thức Rayleigh. Chúng đều gần như tương đương nhau.
Cách mà Lord Rayleigh đã tìm ra công thức mang tên mình là sử dụng điện động lực học cổ điển. Với cách nhìn hiện đại ngày nay, các công thức Rayleigh có thể được coi là trường hợp đặc biệt của tán xạ Mie, khi lấy giới hạn hệ số kích thước tiến dần đến 0.